# У Цзюньшэн

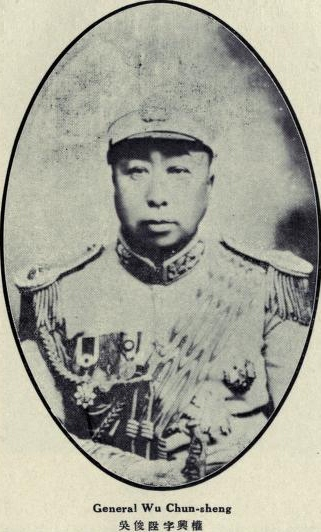
У Цзюньшэн

У Цзюньшэн (пиньинь:Wu Junsheng,Wu Tsi-cheng, кит.:吳俊陞; 11 октября 1863, Чанту, Маньчжурия — 4 июня 1928, Фэнтянь, Китайская республика) — генерал Фэнтяньской клики и командир кавалерии.

## Биография
У Цзюньшэн родился 11 октября 1863 года в крестьянской семье в уезде Чанту, провинция Фэнтянь (в настоящее время — Ляонин). В 1880 году он вступил в кавалерийскую бригаду, которая помешала японцам провозгласить независимость Маньчжурии в 1912 году. Поддержал план Юань Шикая по провозглашению монархии в 1915 году и принимал участие в захвате Маньчжурии Чжан Цзолинем. За это он стал гражданским и военным губернатором провинции Хэйлунцзян в марте 1921. В 1924 году стал командиром 5-й Армии. Занимал эти посты вплоть до своей гибели в июне 1928 года во время взрыва поезда Чжан Цзолиня в Хуангутуне.